# Carex pichinchensis
Carex pichinchensis är en halvgräsart som beskrevs av Carl Sigismund Kunth. Carex pichinchensis ingår i släktet starrar, och familjen halvgräs. Inga underarter finns listade i Catalogue of Life.